# Raheem Morris
Raheem Morris (Newark, 3 settembre 1976) è un allenatore di football americano statunitense, capo-allenatore degli Atlanta Falcons della NFL.

## Carriera professionistica come allenatore
Iniziò la sua carriera NFL nel 2002 entrando a far parte dello staff dei Tampa Bay Buccaneers per occuparsi del controllo della qualità della difesa. Quello stesso anno la squadra vinse il Super Bowl XXXVII. Successivamente ricoprì il ruolo di assistente della difesa e di assistente dei defensive back. Ritornò ai Buccaneers per la stagione 2007 come allenatore dei defensive back. Il 16 gennaio 2009 venne annunciato come capo allenatore della squadra. Il 2 gennaio 2012 fu esonerato.
L'11 gennaio firmò con i Washington Redskins come allenatore dei defensive back. Dopo tre stagioni nella capitale, il 26 gennaio 2015 si unì agli Atlanta Falcons come allenatore dei defensive back e assistente del capo-allenatore Dan Quinn. Nel 2016 diventò anche allenatore dei ricevitori. Per la stagione 2020 fu promosso a coordinatore della difesa. Il 12 ottobre 2020, a stagione aperta, sostituì Dan Quinn come capo-allenatore ad interim.
Nel 2021 firmò come coordinatore della difesa con i Los Angeles Rams, i quali conquistarono il Super Bowl LVI.
Il 25 gennaio 2024 tornò agli Atlanta Falcons come capo-allenatore.

## Record come capo-allenatore
| TB       | 2009     | 3  | 13 | 0 | .188 | 4° nella NFC South | - | - | - |
| TB       | 2010     | 10 | 6  | 0 | .625 | 3° nella NFC South | - | - | - |
| TB       | 2011     | 4  | 12 | 0 | .250 | 4° nella NFC South | - | - | - |
| TB Tot.  | TB Tot.  | 17 | 31 | 0 | .354 |                    | - | - |   |
| ATL      | 2020*    | 4  | 7  | 0 | .364 | 4° nella NFC South | - | - | - |
| ATL      | 2024     | 0  | 0  | 0 | .000 | in corso           | - | - | - |
| ATL Tot. | ATL Tot. | 4  | 7  | 0 | .364 |                    | - | - |   |
| Totale   | Totale   | 21 | 38 | 0 | .356 |                    | - | - |   |

* Subentrato a stagione in corso come allenatore ad interim.

## Palmarès
- Super Bowl : 2

Tampa Bay Buccaneers: XXXVII (come allenatore controllo qualità difesa)
Los Angeles Rams: LVI (come coordinatore difensivo)